# Вилкокс (Аризона)
Вилкокс (енгл. Willcox) град је у америчкој савезној држави Аризона. По попису становништва из 2010. у њему је живело 3.757 становника.

## Демографија
Према попису становништва из 2010. у граду је живело 3.757 становника, што је 24 (0,6%) становника више него 2000. године.
| Група             | 2000.         | 2010.         |
| Белци             | 2.031 (54,4%) | 1.754 (46,7%) |
| Афроамериканци    | 26 (0,7%)     | 43 (1,1%)     |
| Азијати           | 31 (0,8%)     | 25 (0,7%)     |
| Хиспаноамериканци | 1.557 (41,7%) | 1.883 (50,1%) |
| Укупно            | 3.733         | 3.757         |